# Алахис I

Лангобардское королевство в 572 году

Алахис I (Алихис; лат. Alachis I, Alichis; VI век) — первый лангобардский герцог Брешиа (последняя треть VI века).

## Биография
Основным нарративным источником о герцоге Алахисе I является «История лангобардов» Павла Диакона. Он под именем Алоизий упоминается также в средневековых церковных преданиях, связанных с несколькими почитаемыми в городе Брешиа святыми. Однако современные историки считают эти свидетельства недостоверными.
Происхождение Алахиса I неизвестно. В последней трети VI века он был правителем Брешианского герцогства, но при каких обстоятельствах он получил это владение, в сочинении Павла Диакона не сообщается.
Алахис I — один из тридцати пяти герцогов, во власти которых оказалось Лангобардское королевство после смерти короля Клефа. Павел Диакон называл Алахиса одним из пяти лангобардских владетелей, обладавших наибольшим могуществом в период правления герцогов (574—584 годы). Другими четырьмя были Забан Павийский, Валлари Бергамский, Эвин Трентский и Гизульф I Фриульский. По свидетельству Павла Диакона, «…в это время многие видные римляне были из корыстолюбия убиты, на прочих наложили дань, так что те платили лангобардским пришельцам третью часть своего урожая». Также историк сообщал, что примерно в 576 году жестокому преследованию со стороны лангобардов подверглись представители христианского духовенства и монашества Италии.
Агиографические источники связывали с Алахисом I преследования, которым после завоевания лангобардами Апеннинского полуострова подвергалось христианское население Брешии. По свидетельству церковных преданий, по приказу бывшего «язычником» герцога Алахиса I мученической смерти был предан Ареальд и его сыновья Карилл и Одерик. Позднее они были причислены к лику святых. Насилия лангобардов продолжались до тех пор, пока отшельник Гонорий не исцелил от неизлечимой болезни дочь герцога Ориэлду. После этого, тот, якобы, не только повелел прекратить убийства, но и крестился сам вместе со многими другими лангобардами. Гонорий же в награду за спасение жителей Брешиа вскоре был избран их епископом, став преемником святого Геркулана. Однако в современных Алахису I источниках не сохранилось каких-либо сведений о его пристрастном отношении к христианам. Вероятно, сведения средневековых житий следует соотносить с общей тенденцией преследования ортодоксальных христиан исповедовавшими арианство лангобардами.
Дата смерти Алахиса I неизвестна. В исторических источниках также отсутствуют свидетельства и о том, кто был непосредственным преемником Алахиса I в Брешианском герцогстве. Следующим известным правителем этого владения был живший в первой половине VII века Ротари.